# Zarnica (obwód homelski)
Zarnica (biał. Зарніца; ros. Зарница, Zarnica) – osiedle na Białorusi, w obwodzie homelskim, w rejonie homelskim, w sielsowiecie Ziabrauka, przy linii kolejowej Kutok – Homel.